# Gäddtjärnen (Bjurholms socken, Ångermanland, 709355-164062)
Gäddtjärnen är en sjö i Bjurholms kommun i Ångermanland och ingår i Lögdeälvens huvudavrinningsområde.